# Rubus festii
Rubus festii är en rosväxtart som beskrevs av Heinrich E. Weber. Rubus festii ingår i släktet rubusar, och familjen rosväxter. Inga underarter finns listade i Catalogue of Life.